# Пјано Инзедијаменти Продутиви (Бергамо)
Пјано Инзедијаменти Продутиви је насеље у Италији у округу Бергамо, региону Ломбардија.
Према процени из 2011. у насељу је живело 35 становника. Насеље се налази на надморској висини од 233 м.